# انتخابات المحليات المصرية 2008
انتخابات البلدية المصرية 2008 هي انتخابات المحليات المصرية التي كان مقررا لها أن تجري في 8 أبريل 2008 ، وعدد المقاعد التي تم التنافس عليها بلغ 52000 ومن الأحزاب التي شاركت في تلك الانتخابات الحزب الوطنى الديمقراطى
ولكن تم في شهر فبراير الموافقة على اقتراح رئيس الجمهورية بتأجيل الانتخابات لمدة عامين.
ولم تتم الانتخابات في 2010 وبعد قيام ثورة 25 يناير لم تتم الانتخابات في عهد المجلس العسكري ولا الرئيس محمد مرسي ولا الرئيس عدلي منصور ولا الفترة الأولى للرئيس السيسي.

## ماسبق الانتخابات
في الفترة التي سبقت الانتخابات، زعمت منظمة حقوق الإنسان أن عدد مرشحى جماعة الإخوان المسلمين في تلك الانتخابات يقدر بثمانمائة مرشح ، منظمة حقوق الإنسان أشارت أيضا إلى تأخير المحكمة العسكرية محاكمة أربعين من قادة الإخوان المسملمين متهمون بالانتماء إلى منظمة غير قانونية حتى 15 أبريل أي بعد أسبوع من الانتخابات، ودعوا إلى إضراب عام يوم6 أبريل للاحتجاج على تدني الأجور وارتفاع أسعار السلع الغذائية، وقدموا الدعم إلى تلك الاحتجاجات التي قابلتها قوات الأمن بالعنف والقوة

## المقاطعة
في 7 أبريل 2008 ،أعلنت جماعة الإخوان المسلمين مقاطعتها للانتخابات، بعد أن سمح لها بالتنافس على 20 مقعد فقط من بين 52000 ، حيث سيأخذ الحزب الوطنى 70٪ من المقاعد بالتزكية